# Процесія на площі святого Марка
«Процесія на площі святого Марка» (італ. Processione in piazza San Marco) — картина італійського живописця Джентіле Белліні, представника венеційської школи. Створена у 1496 році. З 1820 року зберігається у колекції Галереї Академії у Венеції.

## Історія
Полотно є першим присвяченим чудесам, здійсненим реліквією — Святим Хрестом, які були виконані Белліні для братства святого Івана Євангеліста (Скуола-Гранде-ді-Сан-Джованні-Еванджеліста) у Венеції. Художник зобразив процесію у День святого Марка, коли усі братства виносили свої реліквії.
Основою сюжету картини став епізод, який стався 25 квітня 1444 року, коли перед членами братства, що крокували з реліквією у День святого Марка, впав на коліна торговець з Брешії Якопо де Саліс з благаннями про зцілення вмираючого сина. Ця подія означала диво «зцілення на відстані» (хлопець одужав), здійснене Святим Хрестом.

## Опис

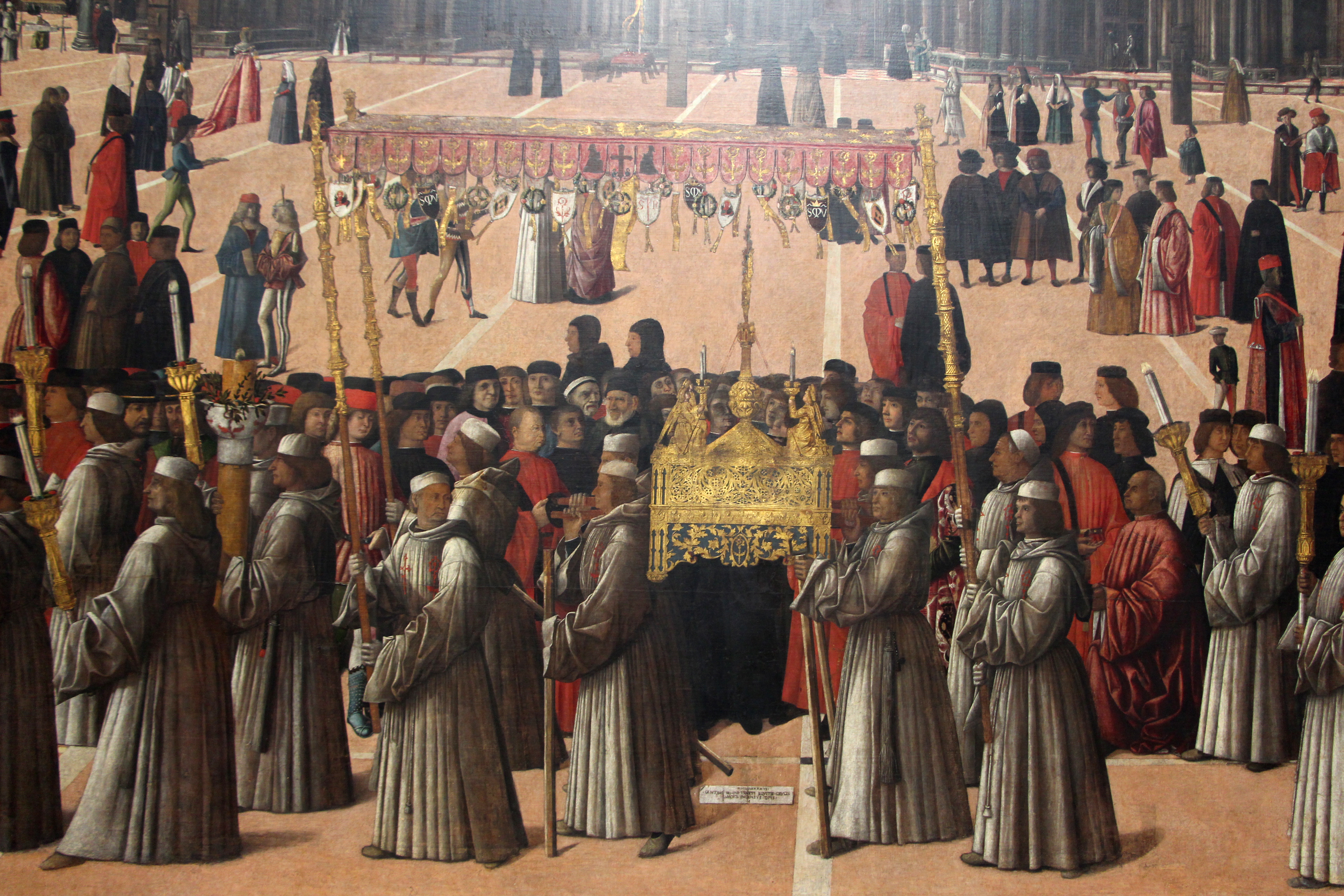
Деталь

Торговець Якопо де Саліс зображений у центрі процесії на колінах перед балдахіном і кличе про допомогу пораненому сину. Чудесне зцілення відбувається на другому плані картини. Площу святого Марка показано такою, якою вона була до перебудови, здійсненої наприкінці XVI століття: праворуч помітна будівля лікарні Орсеоло, знесена в кінці 1530-х років під час реновації під керівництвом Якопо Сансовіно. Втім документальність не стала перепоною для художньої виразності, тому художник кампанілу святого Марка у бік, аби не затуляти широку перспективу.
Малярська мова художника ще пов'язана з прагненнями до оповідальності, типової для пізньої готики: композиція, не організована за принципом єдності простору, позбавлена явно вираженого центру. Белліні мав на меті якомога точніше відтворити хроніку подій на фоні ретельно зображеного міського пейзажу.